# 리즈바르크군

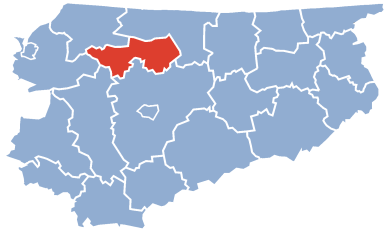
바르미아마주리주 지도에 표시된 리즈바르크군의 위치

리즈바르크군(폴란드어: powiat lidzbarski)은 폴란드 바르미아마주리주에 위치한 군으로 군청 소재지는 리즈바르크바르민스키이며 면적은 924.42km2, 인구는 43,006명(2006년 기준), 인구 밀도는 47명/km2이다.
북동쪽으로는 바르토시체군, 남쪽으로는 올슈틴군, 남서쪽으로는 오스트루다군, 서쪽으로는 엘블롱크군, 브라니에보군과 접한다. 5개 지방 자치체(1개 도시, 1개 도시형 농촌, 3개 농촌)를 관할한다.

군 문장